# Gneu Fulvi Centumal (cònsol 211 aC)
Gneu Fulvi Centumal (en llatí Cneus Fulvius CN. F. CN. N. Centumalus) va ser un magistrat romà que va viure al segle iii aC. Era probablement fill de Cneus Fulvius CN. F. CN. N. Centumalus. Formava part de la gens Fúlvia, i era de la família dels Centumal.
Era edil curul l'any 214 aC i va ser elegit pretor per l'any següent (213 aC), mentre encara ocupava l'antic càrrec. Se li va donar com a província la regió de Suessula, amb el comandament de dues legions.
L'any 211 aC va ser cònsol amb Publi Sulpici Servi Galba Màxim i se'ls hi va prorrogar el mandat un any més, el 210 aC, per lluitar contra Hanníbal que els va derrotar prop de Herdònia a la Pulla, en la Segona Batalla de Herdonia en la qual Centumal, junt amb 11 tribuns militars, va morir.